# Victoria Albis

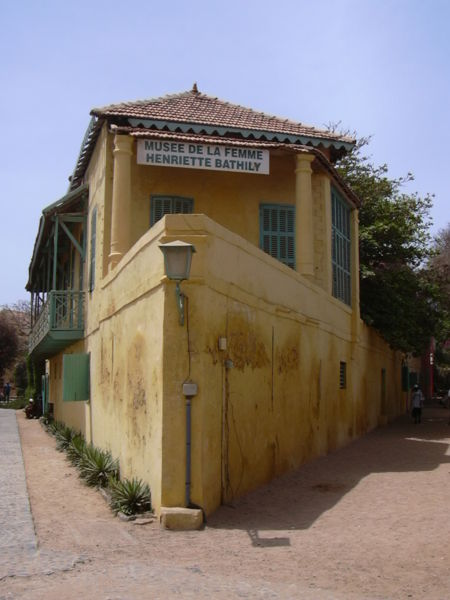
Casa Victoria Albis-Angrand en la isla de Gorée.

Victoria Albis fue una de las signares senegalesas más célebres del siglo XVIII y una de las principales mujeres de negocios del Senegal de la época. Vivía en la isla de Gorea, uno de los mercados más importantes de esclavos para transferirlos a los Estados Unidos de América, el Caribe y a Brasil. Se daba el nombre de signare a las mujeres mulatas franco-africanas en el siglo XVIII y XIX. Otras signares conocidas son Anne Pépin, Cathy Louette o su hija Hélène Aussenac. 

## Casa de Victoria Albis-Angrand
Es una casa de dos pisos que data de 1777, en la esquina de rue Malavois y rue Saint-Germain en Gorée, decorada con dos galerías con arcadas superpuestas. 
En 1836, la casa albergaba el tribunal civil y dos años después la prisión civil en las pequeñas habitaciones de la planta baja. Luego sirvió como Tribunal de Primera Instancia desde 1840. 
Los últimos propietarios, Armand-Pierre Angrand (alcalde de Gorée / Dakar en 1934) y su hermano Alexandre Angrand la vendieron en 1950 al Museo Histórico del Senegal en Gorea, conectado con el Instituto Fundamental del África Negra, ahora ubicado en Fort d'Estrées. La última restauración data de 1994 para albergar el Museo de la Mujer Henriette-Bathily. Un descendiente de la familia Angrand, Jean-Luc Angrand, es el autor de un libro sobre Gorea donde describe esta casa. 